# Rungnado Május Elseje Stadion
A Rungnado Május Elseje Stadion (hangul: 릉라도 5월1일 경기장, Rungnado Ovol Iril Kjonggidzsang, handzsa: 綾羅島五月一日競技場, RR: Rŭngrado Owŏl Iril Kyŏnggijang) Észak-Korea fővárosának, Phenjannak  a legnagyobb, többfunkciós sportlétesítménye. A becslések szerint 114 000, a hivatalos adatok szerint pedig 150 000 fő befogadására alkalmas építmény a világ legnagyobb stadionjának számít. Az összesen 20,7 hektár alapterületű stadionban rendezi egyes hazai mérkőzéseit az észak-koreai férfi- és női labdarúgó válogatott, illetve számos sporteseménynek, parádénak és az Arirang Fesztiválnak is otthont ad a létesítmény.
A stadion névadója a helyszínül szolgáló Rungnado folyami sziget és a nemzetközi munkásmozgalom ünnepnapja, május 1-je.

## A stadionról

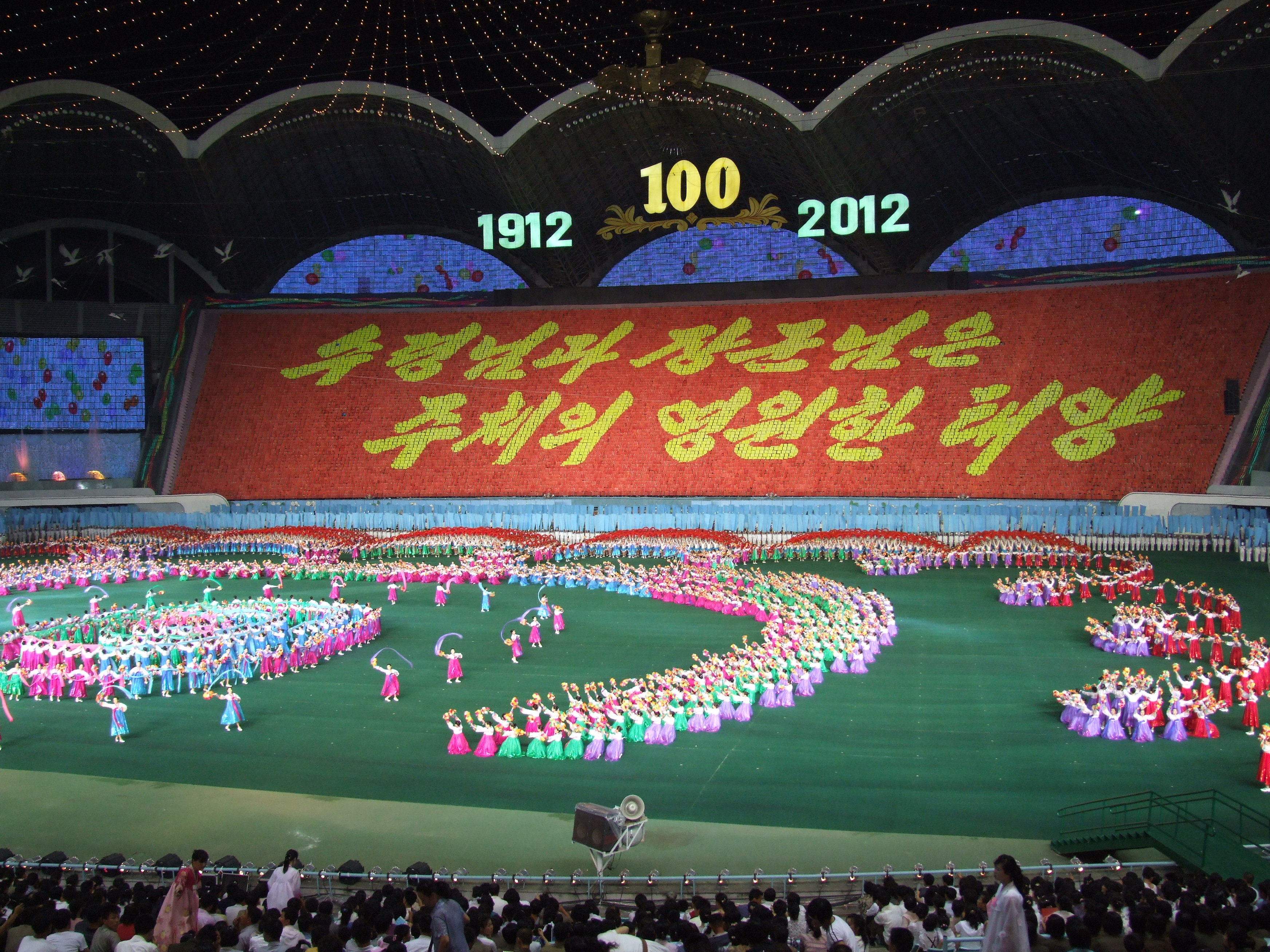
Az Arirang Fesztivál Kim Ir Szen születésének 100. évfordulóján

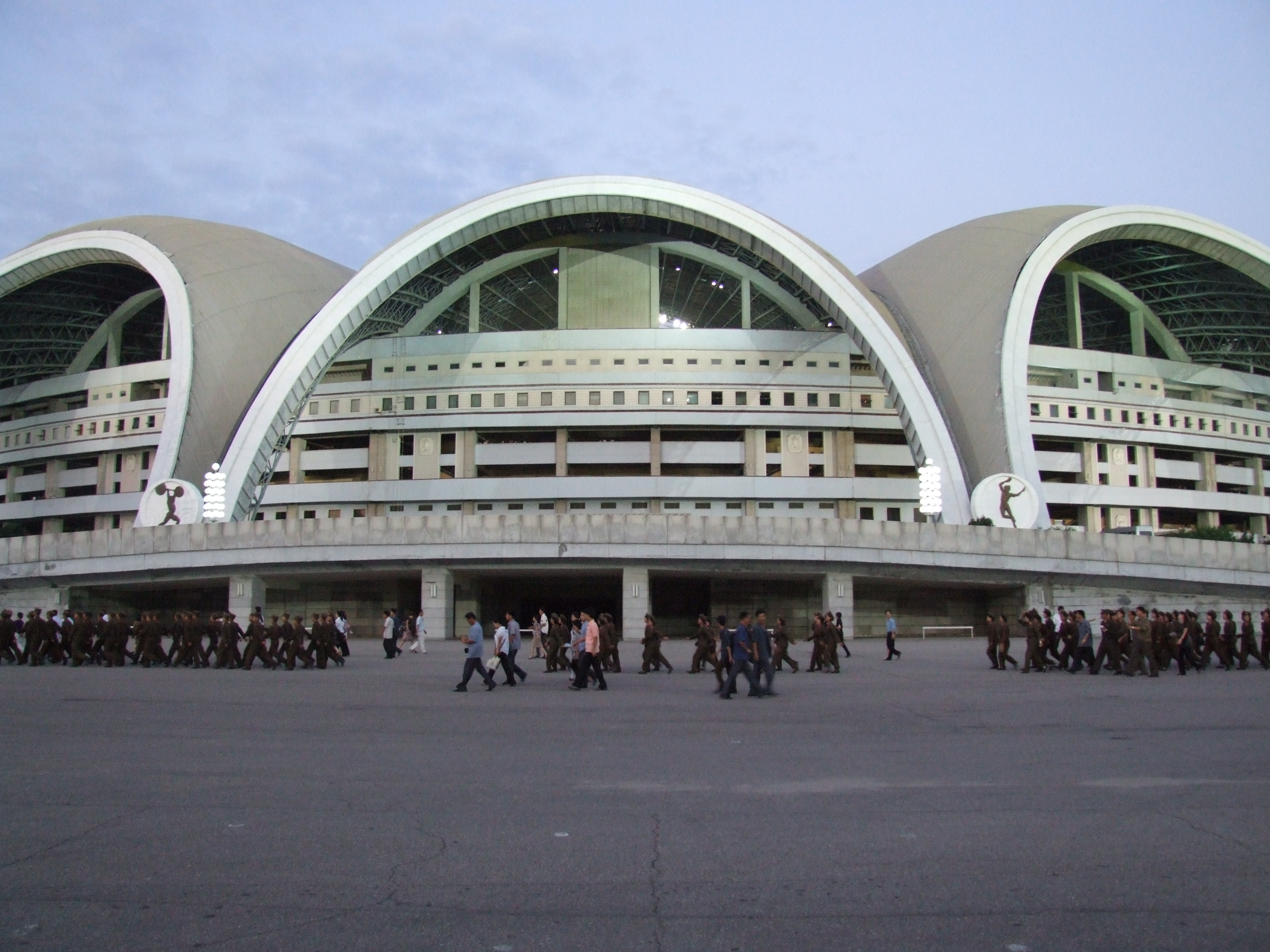
A stadion külső homlokzata

A stadion Észak-Korea válasza volt a déli szomszéd, szöuli Olimpiai Stadionjára, amely az 1988-as nyári olimpiára készült. A stadiont 1986-ban kezdték építeni a Tedong folyó Rungnado szigetén, és az 1989-es Világifjúsági és diáktalálkozóra készült el. 1989. május 1-jén került sor a hivatalos megnyitóra.
Az 1990-es évek végén híradások olyan égetés általi kivégzésekről tudósítottak, amelyeket a stadionban hajtottak végre. Így büntették azokat a magas rangú katonatiszteket, akiket Kim Dzsongil elleni összeesküvéssel vádoltak.
2000-ben Kim Dzsongil a stadionban látta vendégül Madeleine Albright amerikai külügyminisztert.
A létesítményben tartott rendezvények közül az 1995. április 28-29-i Collision in Korea című pankrációs műsor tartja a nézőcsúcsot. A World Championship Wrestling és a New Japan Pro Wrestling által szervezett eseményen, hivatalos adatok szerint 150 000 és 190 000 néző vett részt. A show azonban csak augusztus 4-én került adásba az Egyesült Államokban. Dave Meltzer pankrációs újságíró szerint a nézőszám a két napon összesen 160 000 néző lehetett jelen.
2013-ban Kim Dzsongun elrendelte a stadion felújítását, melyet a Koreai Néphadsereg mintegy 10 000 katonájával végeztettek el. A felújítás 2014 őszén fejeződött be.
Jelenleg az észak-koreai labdarúgó válogatottak egyes mérkőzéseit rendezik benne, illetve több politikai és kulturális esemény is itt zajlik. Ezek egyike az Arirang Fesztivál, melyen tömegtornával és élőképekkel szórakoztatják a közönséget, Kim Ir Szent és az észak-koreai népet éltetve. A kevés külföldi érdeklődő számára is megnyitott Arirangon több mint 100 000 fellépő vesz részt, így a Guinness Rekordok Könyve szerint ez számít a legnagyobb ilyen jellegű rendezvényének.
A nyolcszintes épület több mint 60 méter magas, 80 kapu és 10 felvonó található benne. A magnólia szirmaihoz hasonlító, egymáshoz kapcsolódó 16 boltíves tetőrész a teljes nézőteret befedi. Hivatalos források szerint a tetőszerkezet területe 94 000 m², amivel maga mögé utasítja a szaúdi Fahd király Stadion korábbi rekordját. A munkálatok során 11 000 tonna acélt használtak fel.
A füves borítású labdarúgó-pályát egy 400 méteres gumi atlétikapálya övezi, és a létesítményen belül több, a sportolóknak fenntartott edzőterem, úszómedence, étkezde is van.
A stadion közelében 20 szabadtéri sportlétesítmény (labdarúgó-edzőpályák, teniszpályák, görkorcsolya-pályák stb.) található.

## Fontosabb események
- 13. Világifjúsági és diáktalálkozó nyitóünnepsége 1989-ben
- Collision in Korea pankrációs rendezvény 1995-ben

Évente megrendezett események
- Arirang Fesztivál
- Phenjani maraton